# Girovce
Girovce es un municipio del distrito de Vranov nad Topľou en la región de Prešov, Eslovaquia, con una población estimada a final del año 2024 de 51 habitantes.
Se encuentra ubicado en el centro-sur de la región, cerca del río Topľa (cuenca hidrográfica del río Tisza) y de la frontera con la región de Košice.

## Demografía
| Año        | 1994 | 2004     | 2014     | 2024     |
| ---------- | ---- | -------- | -------- | -------- |
| Población  | 86   | 70       | 62       | 51       |
| Diferencia |      | −18,60 % | −11,42 % | −17,74 % |

| Año        | 2023 | 2024 |
| ---------- | ---- | ---- |
| Población  | 51   | 51   |
| Diferencia |      | +0 % |